# Довбни
Довбни (укр. Довбні) — село,
Рожновский сельский совет,
Ичнянский район,
Черниговская область,
Украина.
Код КОАТУУ — 7421788002. Население по переписи 2001 года составляло 0 человек .
По данным на 1987 год население села было 30 человек.

## Географическое положение
Село Довбни находится на правом берегу реки Удай,
на расстоянии в 3 км от села Крупичполе.

## История
- 1600 год — дата основания.
- В 1859 году на козачем хуторе Пушкари біло 3 двора где проживало 11 человек (7 мужского и 4 женского пола)[2]
- Есть на карте 1869 года.[3]
- Название до 30 годов хутор Пушкари[4]